# GeForce 30

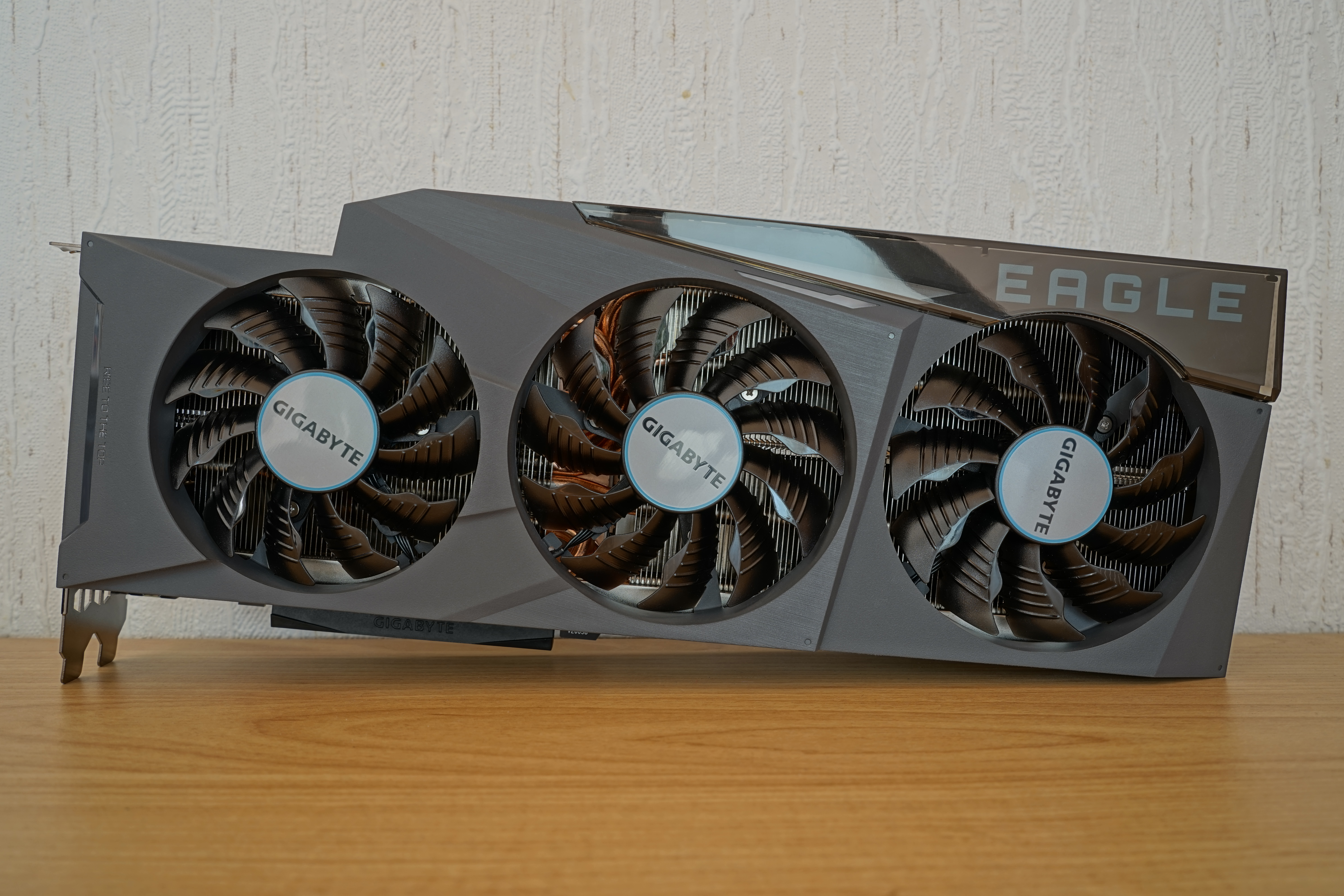
Gigabyte GeForce RTX 3090

GeForce RTX 30 – rodzina procesorów kart graficznych (GPU) stworzona przez firmę Nvidia. Oparta na mikroarchitekturze Ampere seria została oficjalnie wprowadzona 1 września 2020, wraz z prezentacją modeli GeForce RTX 3090, 3080 oraz 3070.

## Szczegóły architektury
GeForce RTX 30, podobnie jak GeForce 20, obsługuje DirectX 12, OpenGL 4.6, OpenCL 3.0 oraz Vulkan 1.2.
Poza tym rodzina RTX 30 charakteryzuje się:
- obsługą CUDA w wersji 8.6
- procesem litograficznym Samsung 8 nm
- rdzeniami Tensor (wspomaganie uczenia maszynowego/sieci neuronowych) trzeciej generacji z obsługą FP16, bfloat16, TensorFloat-32 (TF32); przyspieszenie obliczeń na macierzach rzadkich
- rdzeniami RT (wspomaganie ray tracingu) drugiej generacji; równoległe przetwarzanie ray tracingu i obliczeń na shaderach
- obsługą pamięci GDDR6X (RTX 3060 Ti, RTX 3070 Ti, RTX 3080, RTX 3080 Ti i RTX 3090)
- obsługą PCI Express 4.0
- złączem NVLink 3.0 (RTX 3090)
- złączem HDMI 2.1 z pełną przepustowością (48Gbps)
- dekoderem PureVideo w wersji K (sprzętowe dekodowanie wideo AV1).

### Produkty
| Model            | Rok                  | Nazwa kodowa                    | Proces techn. (nm) | Liczba tranzystorów (mld) | Rozmiar (mm2) | Interfejs magistrali | Pamięć (GB) | Szerokość szyny danych (bit) | Maks. pasmo (GB/s) | Rdzenie CUDA | Jednostki mapowania textur | Jednostki rasteryzujące | Rdzenie RT | Rdzenie Tensor | SM | Moc obliczeniowa GFLOPs (FMA) FP32 | TDP (waty) |
| ---------------- | -------------------- | ------------------------------- | ------------------ | ------------------------- | ------------- | -------------------- | ----------- | ---------------------------- | ------------------ | ------------ | -------------------------- | ----------------------- | ---------- | -------------- | -- | ---------------------------------- | ---------- |
| GeForce RTX 3050 | 27 stycznia 2022     | GA106-150-KA-A1                 | 8                  | 13,3                      | 276           | PCIe 4.0 x16         | 8           | 128                          | 224                | 2560         | 80                         | 32                      | 20         | 80             | 20 | 7946                               | 130        |
| GeForce RTX 3060 | 25 lutego 2021       | GA106-300-A1 GA106-302-A1       | 8                  | 13,3                      | 276           | PCIe 4.0 x16         | 12          | 192                          | 360                | 3584         | 112                        | 48                      | 28         | 112            | 28 | 9462                               | 170        |
| GeForce RTX 3070 | 29 października 2020 | GA104-300-A1 GA104-302-A1       | 8                  | 17,4                      | 392,5         | PCIe 4.0 x16         | 8           | 256                          | 448                | 5888         | 184                        | 96                      | 46         | 184            | 46 | 17664                              | 220        |
| GeForce RTX 3080 | 17 września 2020     | GA102-200-K1-A1 GA102-202-K1-A1 | 8                  | 28,3                      | 628,4         | PCIe 4.0 x16         | 10          | 320                          | 760                | 8704         | 272                        | 96                      | 68         | 272            | 68 | 25068                              | 320        |
| GeForce RTX 3090 | 24 września 2020     | GA102-250-KD-A1 GA102-300-A1    | 8                  | 28,3                      | 628,4         | PCIe 4.0 x16         | 24          | 384                          | 936                | 10496        | 328                        | 112                     | 82         | 328            | 82 | 29284                              | 350        |